# Morifade
Morifade var ett svenskt power metal-band som bildades runt 1992 i Linköping.

## Historia
Bandet bildades som Gothic av Fredrik Johansson (sång och gitarr), Jesper Johansson (gitarr) och Kim Arnell (trummor). De spelade så ett tag, men fick ganska snabbt tag i Henrik Weimedal (basgitarr). De spelade främst i Östergötland men även resten av Sverige.
1996 hittade de sångaren Christian Stinga-Borg och Fredrik bestämde sig då för att bara spela gitarr i bandet. Efter ett lokalt gig, så blev de signade till det då nystartade Loud N' Proud Records. Med ny sångare och nytt bandnamn, Morifade, så började de spela in sin debutskiva, mini CD:n Across The Starlit Sky, i slutet på 1997 och den gavs ut i början på 1998.
Men saker och ting fungerade inte riktigt mellan Christian och de övriga bandmedlemmarna, så han lämnade bandet. Men bandet behövde inte vänta länge på en ny sångare. Efter att ha fått ett tips av en kompis så hade de hittat sin man. Mannen i fråga var Stefan Petersson och han tvekade inte att hoppa in i bandet.
Med den här nya sättningen så var det tänkt att de skulle spela in nästa skiva, den här gången en fullängdsskiva. Men under skrivningsprocessen av låtar, så bestämde sig Fredrik för att hoppa av bandet på grund av personliga skäl. De övriga beslöt sig då för att spela in skivan som en kvartett.
Det nya studioalbumet, Possession Of Power, spelades in och släpptes 1999. Albumet innehåller elva låtar.
Innan de drog ut på turné så tillkom två nya medlemmar, nämligen gamla Tad Morose-medlemmen Fredrik "Frippe" Eriksson (keyboards) och Adrian Kanebäck (gitarr).
I maj år 2000 så gick Morifade in i Los Angered Recording Studio, som ägs av King Diamond-gitarristen Andy La Rocque, för att spela in mini CD:n Cast A Spell och låten "Judas" (en Helloween-cover, som hamnade på en hyllningsskiva till Helloween betitlad: The Keepers Of Jericho Part 1). Men så fort de hade släppt skivan så började det strula till sig ordentligt med deras skivbolag, så de bestämde sig för att lämna det.
De bestämde sig nu för att skicka runt sina demos till olika skivbolag och ett av dem nappade, nämligen Hammerheart Records (nuvarande Karmageddon). Under tiden som hade gått så lämnade Adrian bandet på grund av bristande intresse för bandet, men ersattes fort av Kims yngre bror, Robin Arnell.
Morifade spelade in sin andra fullängdsskiva, Imaginarium, i Los Angered Recording Studio år 2001, men det släpptes inte förrän april 2002. Bandet turnerade och blev rätt så uppmärksammade inte bara i Sverige. Bandet spelade in sin nästa skiva, Domi<>Nation under 2003. Den släpptes under början av 2004.
På Storsjöyran i juli 2004 genomförde Morifade en legendarisk spelning som flera personer omnämner som den bästa spelning de någonsin varit på. En DVD vid namn Live At Storsjöyran som spelades in vid detta tillfälle, släpptes i september samma år.
I början på 2005 så bestämde sig sångaren Stefan Petersson för att hoppa av, också han på grund av personliga skäl. Även gitarristen Jesper Johansson slutade i bandet. De andra hittade fort den nya och nuvarande sångaren Kristian Wallin och förre Pain och Hypocrisy-gitarristen Mathias Kamijo. Tio låtar har spelats in till den nya skivan Empire Of Souls under 2009. Skivan släpptes den 9 september 2011.
I mars 2015 meddelar Morifade att de avslutar sin karriär. Därefter startade några av medlemmarna bandet Prime Creation.

## Medlemmar
Senaste medlemmar
- Henrik Weimedal – basgitarr (1992–2015)
- Kim Arnell – trummor (1992–2015)
- Fredrik "Frippe" Eriksson – keyboard (2000–2015)
- Robin Arnell – gitarr (2001–2015))
- Kristian Wallin – sång (2004–2015)
- Mathias Kamijo – gitarr (2006–2015)

Tidigare medlemmar
- Jesper Johansson – gitarr (1992–2005)
- Fredrik Johansson – gitarr, sång (1992–1999)
- Christian Stinga-Borg – sång (1996–1998)
- Stefan Petersson – sång (1998–2004)
- Adrian Kanebäck – gitarr (2000–2001)

## Diskografi
Demo
- 1995: The Hourglass
- 2005: Promo #1 2005
- 2005: Promo #2 2005

Studioalbum
- 1999: Possession Of Power
- 2002: Imaginarium
- 2004: Domi<>nation
- 2011: Empire Of Souls

EP
- 1998: Across The Starlit Sky
- 2000: Cast A Spell

Video
- 2004: Live at Storsjöyran